# 川辺本陣

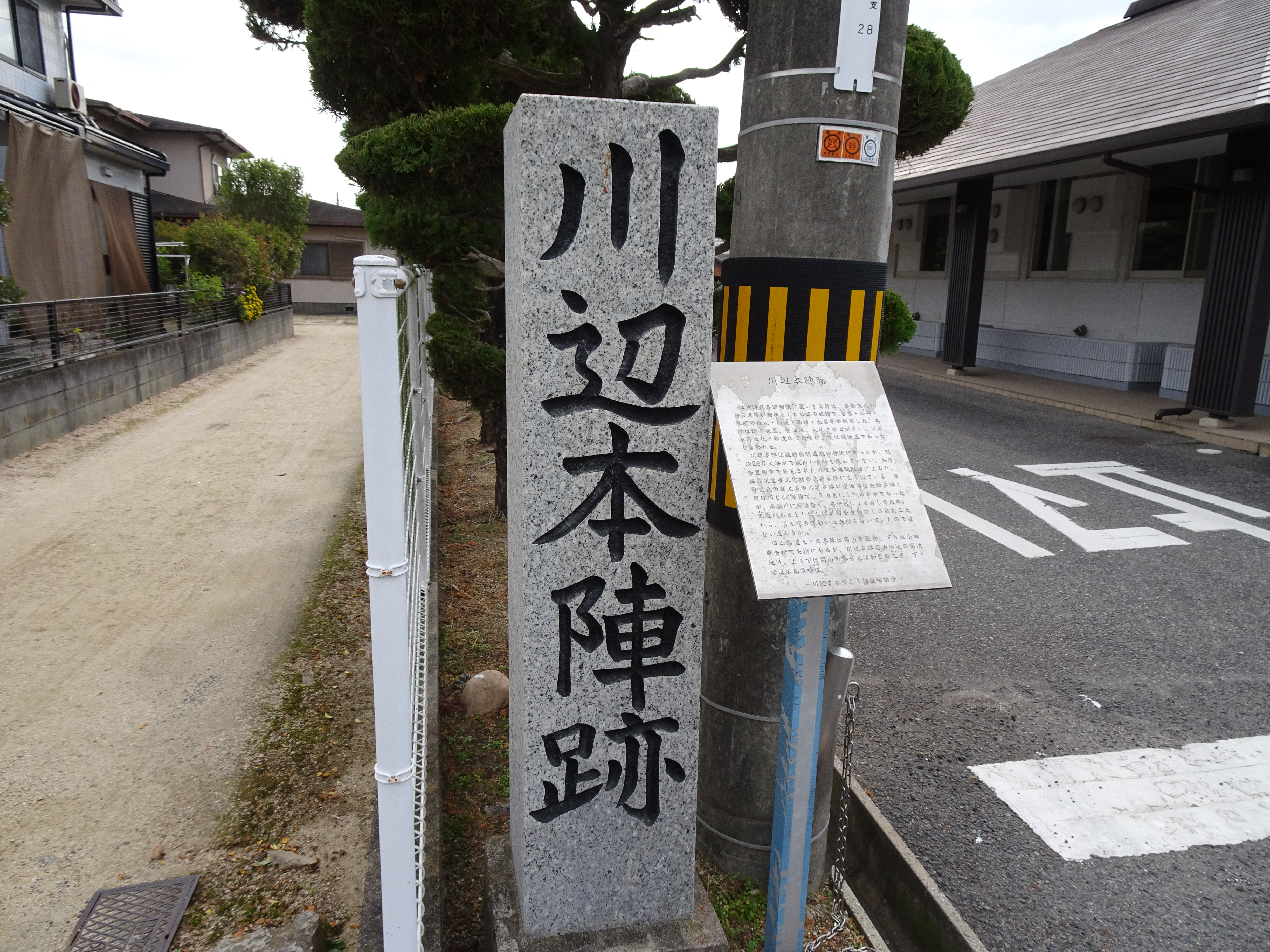
川辺本陣跡の石碑
（岡山県倉敷市真備町川辺894-1）

川辺本陣（かわべほんじん）は、岡山県下道郡川辺村（現・倉敷市真備町川辺）にかつて存在した本陣である。
川辺村にかつて存在した脇本陣である川辺脇本陣（かわべわきほんじん）についても記載する。

## 歴史
1615年（元和元年）備中国岡田藩初代藩主となった伊東長実は、1616年（元和2年）に下道郡服部村に藩邸を置き、その後1624年（寛永元年）11月に同郡川辺村の土居屋敷に移った。その後、2代・長昌、3代・長治を経て、4代・長貞が1664年（寛文4年）藩邸を同郡岡田村の中村に移すまで、「川辺の殿様」として君臨し、その間に本陣・脇本陣を作り、内堤防を築いて水害を防ぐなど、川辺繁盛の基礎を作った。
以来、川辺村は旧山陽道の宿場として、さらには小田川と高梁川の接合点に位置する川港として繁栄し、その繁盛振りは総社町を凌ぎ、現在の真備町内で最も栄えた地となった。

## 概要
参勤交代時の大名行列は何百人というのが普通で本陣と脇本陣だけで捌ききれるものではなく、特に川辺村の宿場は村の6割が旅館や茶店として繁盛するほど発展した。
萩藩が1810年（文化7年）に参勤交代で川辺本陣に宿泊した際の人数841人に要した宿屋は95軒、黒田藩の1861年（万延元年）の参勤交代の際の人数は580人、比較的小藩の鍋島藩が1810年（文化7年）に参勤交代で宿泊した際の人数99人に要した宿屋は15軒であった。
1729年（享保14年）4月に象が初めて日本に来た際には、川辺村に一泊したという記録もある。また、伊能忠敬も日本地図作成のために全国を測量して山陽道を下る際、1809年（文化6年）8月24日に川辺本陣に宿泊した記録がある。
当時高梁川には橋がなく、川の水位が上がるとしばしば逗留を余儀なくされたことから、川辺宿の町家の規模は矢掛本陣のある矢掛宿よりも大きかったのではないかと推測されている。
川辺本陣・脇本陣ともに現存はせず、跡を示す石碑が立てられているのみである。

## 川辺本陣
川辺本陣は難波氏邸宅である。難波氏の生業は醤油屋であった。
1978年に兵庫県豊岡市で発見された「川辺本陣間取り図」によると、豪壮で広大さを誇る邸宅で、規模は重要文化財の矢掛本陣とほぼ同じである。平常使用する畳数は143畳という広さで、大名宿泊時には2階座敷や蔵座敷、「こしらえ座敷」も加えて200畳、間数も30近くになった。
なお、萩藩6代藩主・毛利宗広が1737年（元文2年）の参勤交代で3月13日に川辺本陣に宿泊した際の宿賃は、「銀子（ぎんす）五枚 難波弥三兵衛」「金子（きんす）弐百疋 御本陣下宿」であった。
川辺本陣一帯は、1893年、明治26年の洪水により大被害を受け、本陣そのものが流失してしまい、難波氏の資料も残っていない。

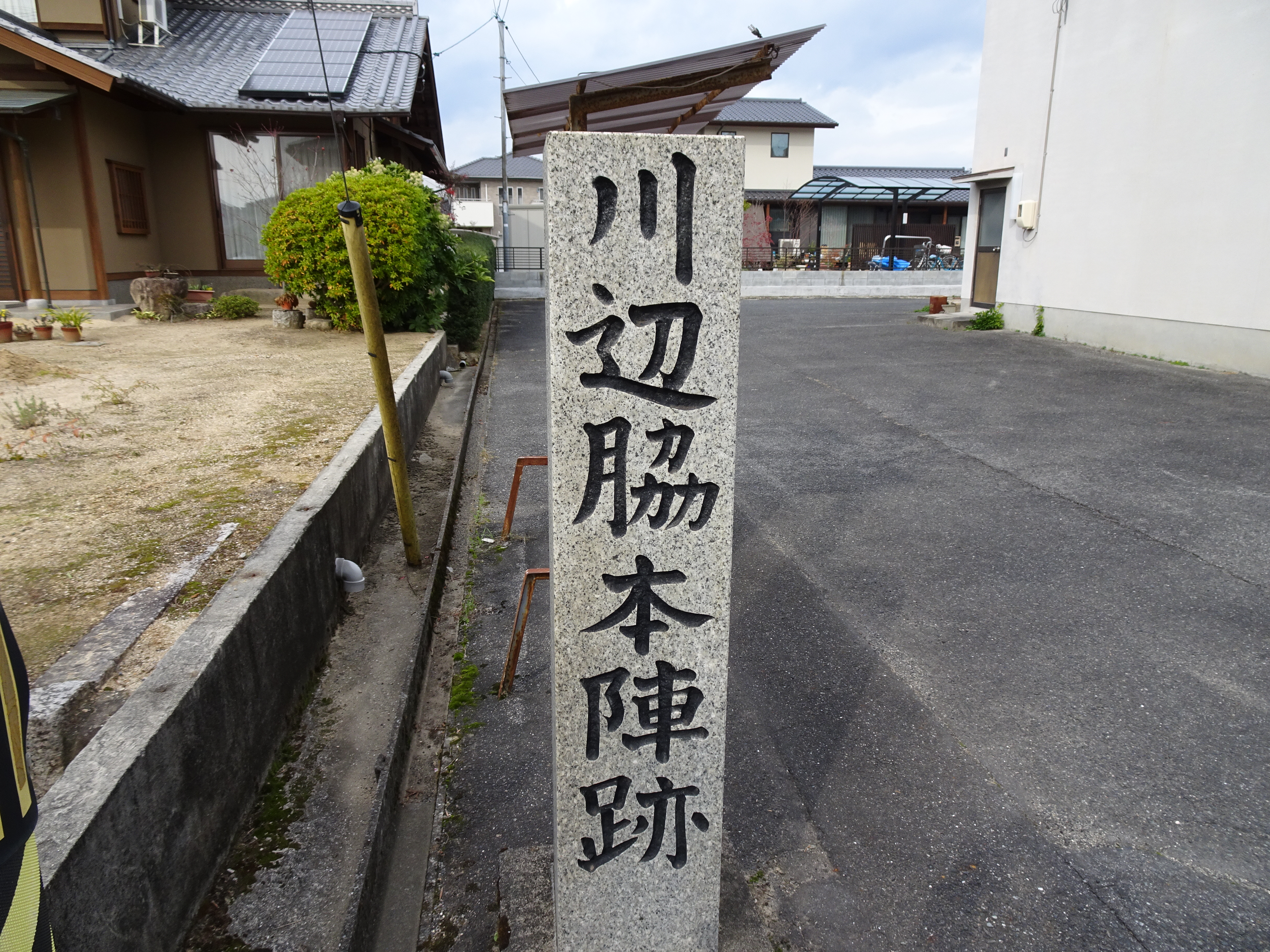
川辺脇本陣跡の石碑

## 川辺脇本陣
川辺脇本陣は代々、日枝氏邸宅の一部で、本陣より50メートルほど西に向かった道の北側に位置していた。山一証券社長を務めた太田収の父・始四郎（旧姓・日枝）の実家。日枝氏の生業はよく判っていない。
脇本陣の建物は明治26年の洪水の際にも流失を免れ、その後は村役場や、川辺巡査駐在所、農協の倉庫など、1975年（昭和50年）ごろまで利用されていたが、その後廃家となり、1988年（昭和63年）ごろ解体された。

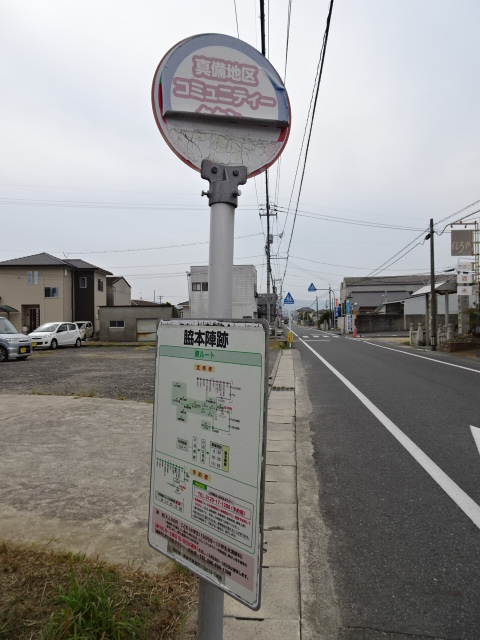
脇本陣跡バス停

なお、脇本陣跡は現在、消防器庫となっている。

## 最寄駅
以下は路線バス（真備地区コミュニティタクシー）「脇本陣跡」バス停までの所要時間
- JR西日本伯備線「清音駅」より徒歩約19分[12]。
- 井原鉄道「川辺宿駅」より徒歩約20分[12]。

## 『本陣殺人事件』と川辺本陣

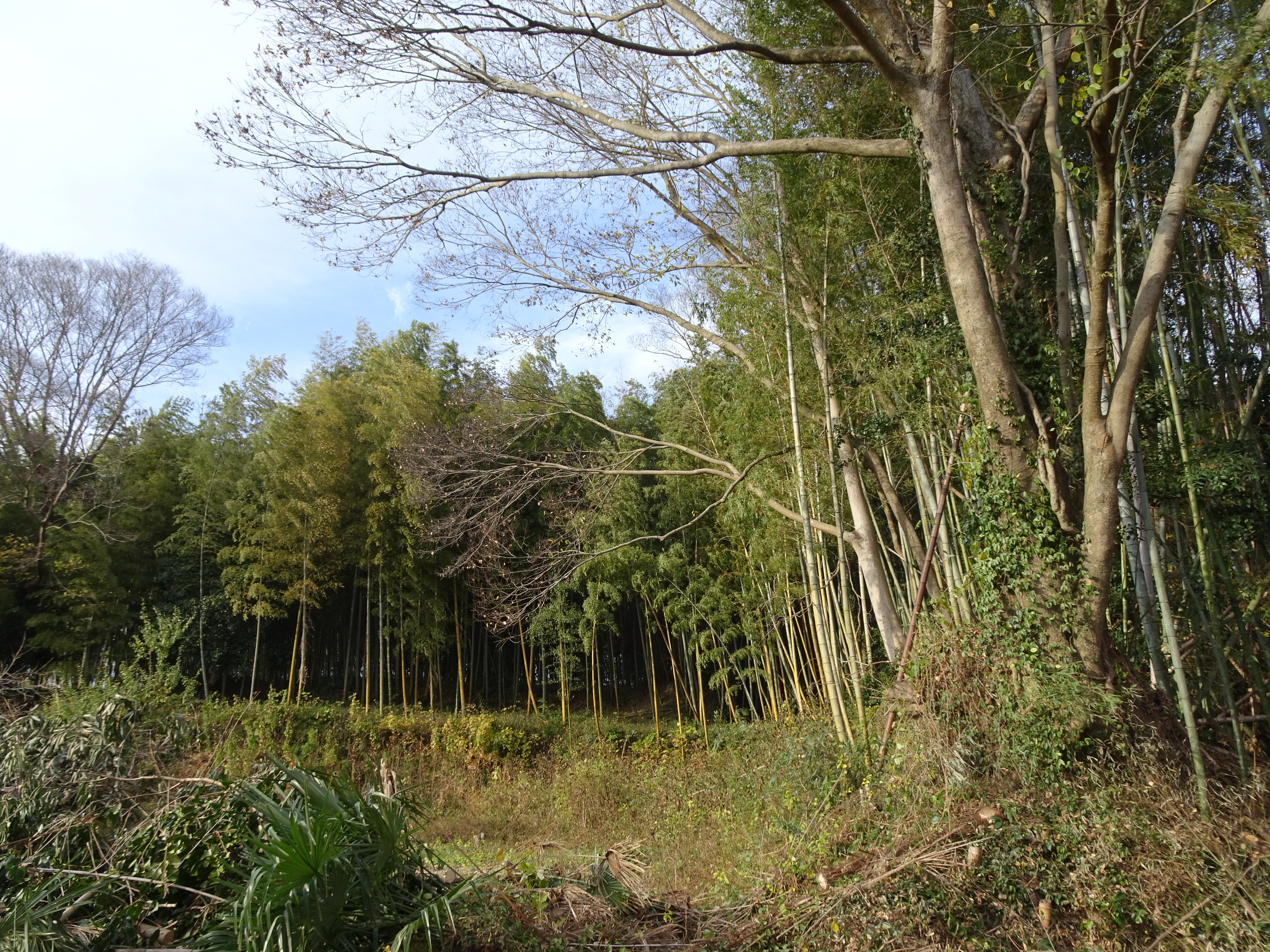
一柳家のモデル宅とされる邸宅の跡地。

第二次世界大戦末期から3年余り吉備郡真備町岡田村字桜部落（現・倉敷市真備町岡田）に疎開していた横溝正史は、この疎開宅で金田一耕助が初登場する『本陣殺人事件』を執筆・発表した。
横溝は疎開宅でのインタビューで、「近ごろ力の入ったのは雑誌『宝石』に書いた『本陣殺人事件』、これはこの村（岡田村）を舞台にとったもんだ」と述べている。また、事件が起きた一柳家のモデルとなった旧本陣の末裔については、『金田一耕助のモノローグ』に「私の疎開していた岡田村のすぐ南方に川辺という村があり、そこは昔街道筋に当たっていたとやらでそこに本陣があったが、明治になってから川辺村を引き払い、その子孫の一家が岡田村の山の谷へ移り住んでいた」と記している。
『本陣殺人事件』には川辺本陣の名前こそ記載されていないが、「一柳家はもと、この向こうの「川―村」の者であった。「川―村」というのは昔の中国街道に当たっていて、江戸時代にはそこに宿場があり一柳家はその宿場の本陣であった」と記述されている。近隣の実在する駅名や地名（清音駅、川辺村、岡田村、久代村、総社町、高梁川）は、「清―駅」「川―村」「岡―村」「久―村」「総―町」「高―川」と、伏せ字で記されている。
なお、横溝の妻・孝子は、一柳家のモデル宅について、村人たちから「大加藤」と呼ばれている加藤家の屋敷の本家で、「もとは高梁川のたもとの川辺村で本陣として構えていた加藤家だったのですが、明治二十六年の高梁川大氾濫で桜部落の小高いところへ移ったということです」と記している。ただし、本陣は各宿場に1箇所と定められており、前述のとおり川辺本陣は難波氏であり、川辺村で本陣として構えていたという加藤家の由来は不明である。

## 周辺の史跡・施設
- 川辺一里塚跡

川辺一里塚は川辺の渡し（高梁川右岸）にあったが、1907年（明治40年）から始めた高梁川大改修が完成した1925年（大正14年）に現在地に移転した。
川辺一里塚跡は、川辺本陣跡から旧山陽道沿いに東に向かった先の急カーブに立っている。
- 艮御崎神社

吉備津神社本殿の「艮」（丑と寅の間=北東）に祀られている艮御崎宮を勧請した神社。
川辺脇本陣跡から旧山陽道沿いに100メートルほど西に向かった先に艮御崎神社の標柱がある。
- 横溝正史疎開宅

横溝正史が第二次世界大戦末期の1945年春から終戦後の1948年7月までの3年余りを一家で過ごした吉備郡真備町岡田村字桜（現・倉敷市真備町岡田）の疎開宅。横溝はこの疎開宅で、「川―村」（=川辺村）の本陣の末裔であるという一柳家を舞台とする『本陣殺人事件』を執筆・発表した。

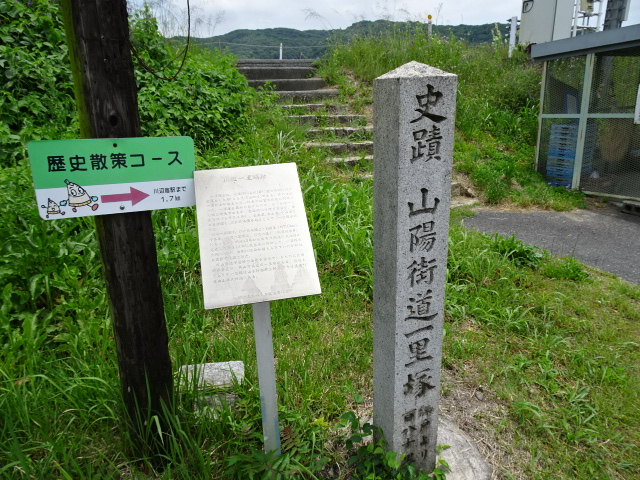
山陽街道川辺一里塚跡の石碑
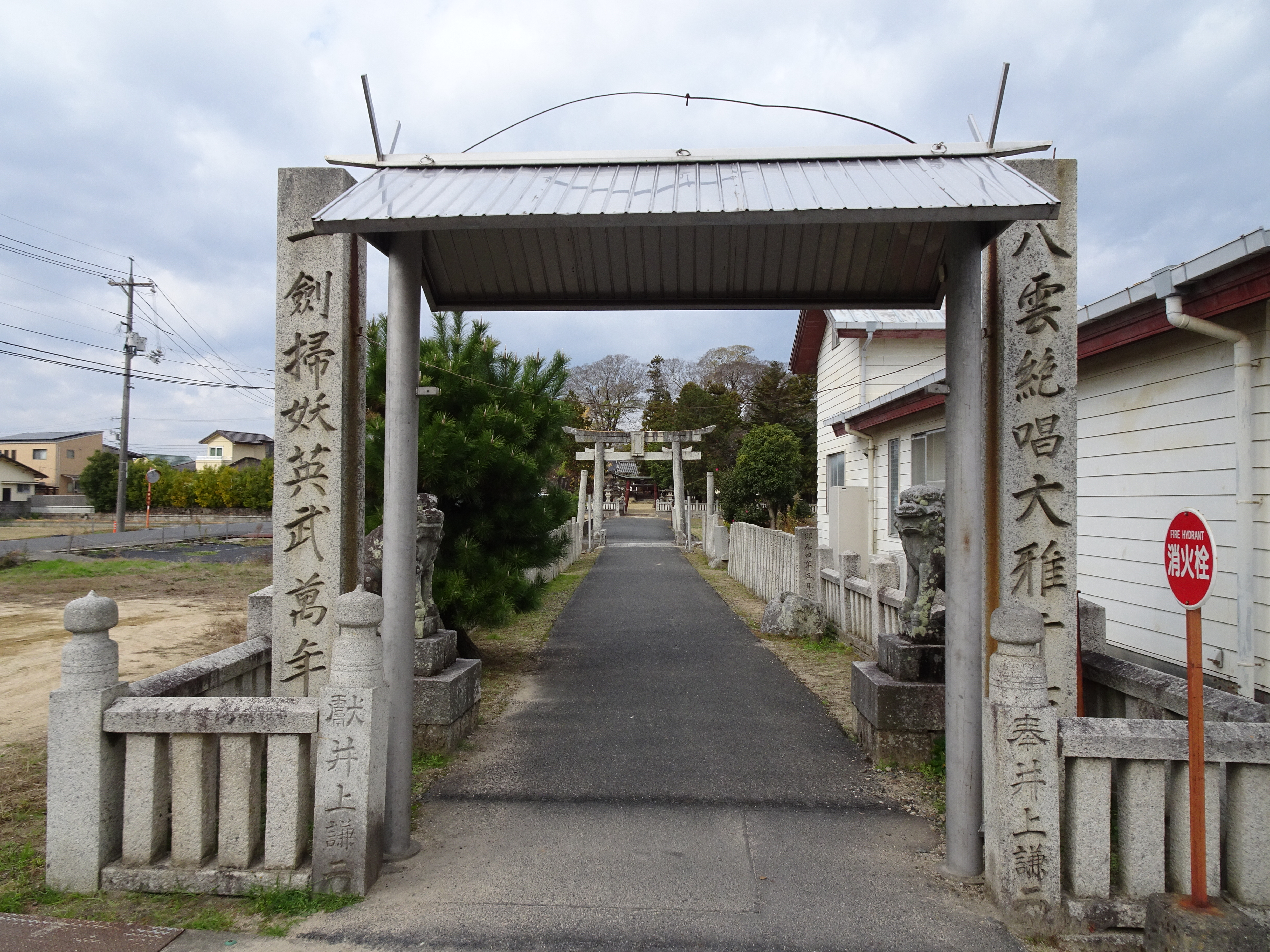
艮御崎神社の標柱 標柱の文字は犬養毅の揮毫によるもの。
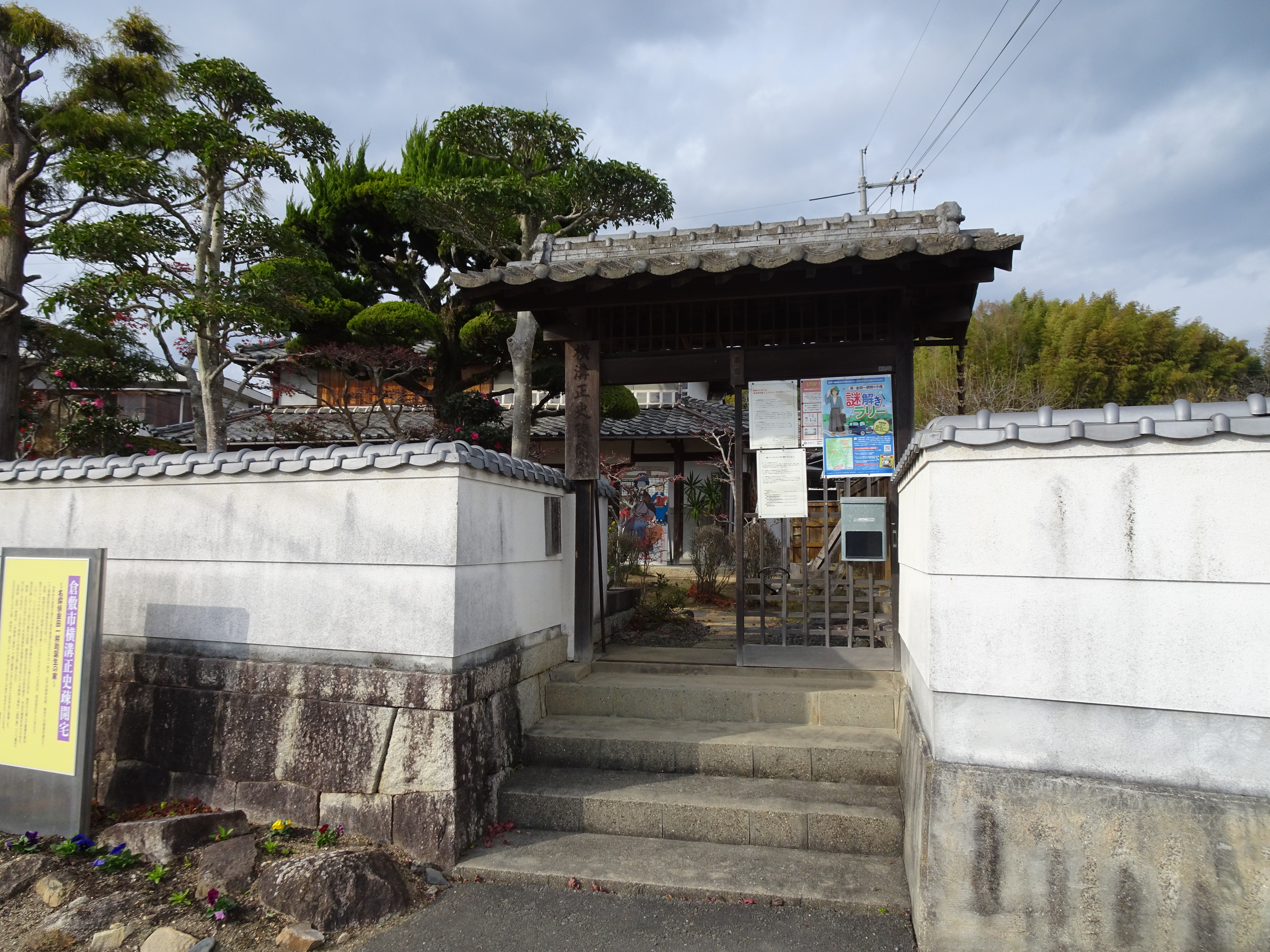
横溝正史疎開宅の門前